# Kilometerstein 375
Kilometerstein 375 (Originaltitel: Thunder Road) ist ein US-amerikanischer Film des Regisseurs Arthur Ripley aus dem Jahr 1958 nach einer Geschichte von Robert Mitchum, der auch die Hauptrolle spielt. Der Film startete am 1. August 1958 in den deutschen Kinos.

## Handlung
Wie fast alle Anwohner im Rillow Valley brennt auch die Familie Doolin seit Generationen illegal Schnaps. Während Vater Vernon die Destillerie bedient, kümmert sich der jüngere Sohn Robin um die Technik der Schmuggelfahrzeuge und der ältere Sohn Luke übernimmt seit seiner Rückkehr aus dem Koreakrieg mit seinem Ford Custom den Transport des Alkohols nach Memphis. Neben Beamten der Steuerbehörde verursacht neuerdings auch der Gangster Kogan Schwierigkeiten bei den Schwarzbrennern. Wie schon in den benachbarten Gebieten will Kogan die Destillerien übernehmen und den illegalen Alkoholhandel an sich reißen. Als sich die Schwarzbrenner bis auf Stacey Gouge gegen einen Verkauf an Kogan entscheiden, lässt Kogan Niles Penland überfallen und als Warnung ermorden.
Während eines Alkoholtransportes nach Memphis wird auch auf Luke geschossen. Luke kann Kogans Leuten entkommen, indem er über eine im Auto verbaute Schutzvorrichtung Öl auf die Straße ablässt. Der verfolgende Wagen der Gangster kommt ins Schleudern, stürzt einen Abhang herab und fängt Feuer. Bei seinem Mittelsmann im Memphis angekommen, lässt Luke den Wagen reparieren und liefert den Alkohol ab. In der Bar, wo seine Geliebte Francie als Sängerin arbeitet, wird der Schmuggler von dem ebenfalls anwesenden Kogan zu einem Drink eingeladen. Als Luke die Einladung ausschlägt, wird er von Lucky, einem Handlanger Kogans, mit einer Drohung in die Tuning-Werkstatt des Gangsters gebeten. Nach einigem Überlegen stimmt Luke dem Besuch zu und fährt in die Werkstatt.
Bei dem Gespräch mit Kogan, gibt dieser den Mord an Penland zu, versichert aber den Unfall mit dem Tode seiner beiden im Auto verbrannten Männer zu „verrechnen“, wenn die Schwarzbrenner ihre Destillerien an ihn verkaufen würden. Angewidert schlägt Luke den Gangster nieder, springt aus dem Fenster und flüchtet mit dem Wagen. Durch die zügige Fahrweise erregt Luke die Aufmerksamkeit der Polizei und wird verhaftet. Die Behörden entdecken den Tank, welcher zum Transport des Alkohols dient, da dieser aber leer ist, können sie dem Schmuggler aber nichts beweisen. Nach einem Gespräch mit dem Steuerfahnder Troy Barrett wird Luke aus der Haft entlassen. Luke kehrt mit einem neuen Fahrzeug, einem Ford Fairlane ins Valley zurück. Jedd Moultrie überredet Luke, ihm seinen alten Wagen zu verkaufen. Lukes Warnung, dass dieses Fahrzeug bei den Behörden registriert und auch bei Kogans Leuten bekannt ist, sieht Jedd nicht als Problem an. Nachdem Jed sein neues Auto nach einer Überprüfung in einer Werkstatt in Memphis abholen will, wird er beim Einsteigen von zwei Polizisten abgefangen. Diese halten das Fahrzeug für das von Luke. Als einer der Polizisten den Wagen startet, um mit Jedd zur Wache zu fahren, explodiert das Fahrzeug und die Männer sterben. Offensichtlich haben auch Kogans Männer das Fahrzeug Luke zugeordnet. Nun greift die Polizei hart durch, unternimmt Razzien, verhaftet die Schwarzbrenner und zerstört die illegalen Destillerien.
Während einer Transportfahrt durchbricht Luke eine von Kogans Leuten mit Autos errichtete Straßensperre. Für die Reparatur des schwerbeschädigten Fahrzeugs muss Luke einige Tage in Henderson City untertauchen. Nachdem die Polizei die Reste der ramponierten Autos entdeckt hat, fängt Barrett Robin an seiner Schule ab und bittet ihn, seinen Bruder zu überzeugen, bei Kogans Überführung mitzuhelfen. Obwohl Robin es versucht, lehnt Luke ab, den Behörden zu helfen. Stattdessen haben die Familien beschlossen, das Schwarzbrennen für eine Weile einzustellen. Er selber wolle auch nur noch eine Fahrt unternehmen.
In der Nacht wird Luke von Roxy, die heimlich in Luke verliebt ist, geweckt. Von dem jungen Mädchen erfährt Luke, dass sein Bruder von Gouge zu einem Transport überredet wurde. Luke, der seinen Bruder stets aus dem gefährlichen Geschäft raushalten wollte, fährt zu Gouge. Er kann nicht nur Lukes Einsatz verhindern, es stellt sich auch heraus, dass Gouge für Kogan arbeitet und Robin als Lockvogel für Luke agieren sollte. In Angst um Luke versucht Roxy Barrett zu erreichen, trifft aber zunächst nur auf dessen Ehefrau. Die beiden Frauen verstehen sich auf Anhieb, das Gespräch nimmt seinen Lauf und Roxy berichtet alle bekannten Details.
Von seiner Frau benachrichtigt, lässt Barrett Kogan aufgrund der Aussagen von Roxy verhaften. Mittlerweile versucht Lucky Luke mit seinem Auto von der Straße zu drängen, Luke gelingt es, Luckys Fahrzeug einen Abhang herabstürzen zu lassen. Kogans restliche Männer haben allerdings bereits eine Falle für den Schmuggler errichtet. Ein auf der Straße liegendes Nagelbrett lässt den Thunderbird ins Schleudern geraten und in ein Umspannwerk krachen. Für Luke kommt jede Rettung zu spät.

## Veröffentlichung
Für die TV-Ausstrahlung wurde der Film neu synchronisiert und unter dem Titel Die letzte Fahrt nach Memphis ausgestrahlt.
Den Titelsong The Ballad of Thunder Road komponierte Mitchum mit Don Raye. Die Filmversion singt Randy Sparks. Mitchum nahm den Titel 1958 selber für Capitol Records auf.

## Rezeption
Das Lexikon des internationalen Films beschreibt den Film als „Nicht übermäßig interessantes Kriminalmelodram.“
Tonio Klein zieht auf Die Nacht der lebenden Texte das Fazit: „Entgegen dem mal wieder hergesuchten deutschen Filmtitel habe ich weit und breit keinen Kilometerstein 375 gesehen, aber egal – sehr zu empfehlen“
Die Fernsehzeitschrift Prisma lobt in ihrem Onlineauftritt: „Robert Mitchum brilliert als melancholischer Held an der Seite seines Sohnes James in dieser atmosphärisch-dichten Krimi-Ballade, für die er außerdem als Produzent, Autor und Komponist eines Songs fungierte“.
Der Filmkritiken-Aggregator Rotten Tomatoes hat in einer Auswertung ein Publikumsergebnis von 63 Prozent positiver Bewertungen ermittelt, bei den Kritikern bekam der Film zu 70 Prozent eine positive Bewertung (Stand März 2023).